# Mistrzostwa Polski Seniorów w Lekkoatletyce 1954
30. Mistrzostwa Polski Seniorów w Lekkoatletyce – zawody, które rozgrywane były w Warszawie na Stadionie Wojska Polskiego między 18 a 23 lipca 1954.

## Rezultaty
| NR – rekord Polski \| SB – najlepszy wynik w sezonie \| PB – rekord życiowy |

### Mężczyźni
| Konkurencja:                  | 1. miejsce                                                                      | Rezultat     | 2. miejsce                                                         | Rezultat     | 3. miejsce                                                        | Rezultat     |
| Bieg na 100 m                 | Zenon Baranowski Gwardia Poznań                                                 | 11,0         | Nikodem Goździalski CWKS Warszawa                                  | 11,1         | Zdobysław Stawczyk AZS Poznań                                     | 11,1         |
| Bieg na 200 m                 | Zdobysław Stawczyk AZS Poznań                                                   | 21,7         | Zenon Baranowski Gwardia Poznań                                    | 21,7         | Nikodem Goździalski CWKS Warszawa                                 | 22,1 SB      |
| Bieg na 400 m                 | Gerard Mach CWKS Warszawa                                                       | 48,1         | Leszek Sierek Gwardia Bydgoszcz                                    | 49,2         | Edward Brabański Spójnia Stalinogród                              | 49,4         |
| Bieg na 800 m                 | Edmund Potrzebowski AZS Szczecin                                                | 1:52,3       | Stefan Lewandowski AZS Szczecin                                    | 1:53,6       | Andrzej Kasprzycki Spójnia Warszawa                               | 1:54,0       |
| Bieg na 1500 m                | Alojzy Graj CWKS Bydgoszcz                                                      | 3:50,4 SB    | Edmund Potrzebowski AZS Szczecin                                   | 3:50,4       | Kazimierz Żbikowski CWKS Bydgoszcz                                | 3:50,6 SB    |
| Bieg na 5000 m                | Alojzy Graj CWKS Bydgoszcz                                                      | 14:22,0      | Jerzy Chromik Górnik Mysłowice                                     | 14:22,8      | Stanisław Ożóg CWKS Warszawa                                      | 14:32,8      |
| Bieg na 10 000 m              | Stanisław Ożóg CWKS Warszawa                                                    | 30:01,4 NR   | Jan Miecznikowski CWKS Bydgoszcz                                   | 30:07,0 PB   | Aleksander Mańkowski Budowlani Gdańsk                             | 31:27,8 SB   |
| Maraton                       | Stefan Mielczarek Gwardia Wrocław                                               | 2:45:04,8 SB | Stefan Wojtysko Gwardia Bydgoszcz                                  | 2:47:05,0 SB | Marian Domagała Polonia Bytom                                     | 2:49:27,8 SB |
| Bieg na 110 m przez płotki    | Stanisław Kardaś CWKS Warszawa                                                  | 15,7         | Janusz Kotliński CWKS Warszawa                                     | 15,9         | Bogusław Mucha Gwardia Stalinogród                                | 15,9         |
| Bieg na 200 m przez płotki    | Edward Bugała Kolejarz Wrocław                                                  | 25,3 SB      | Jerzy Minkowski CWKS Warszawa                                      | 25,7 SB      | Marian Plewa CWKS Kraków                                          | 26,1         |
| Bieg na 400 m przez płotki    | Edward Bugała Kolejarz Wrocław                                                  | 54,7         | Jerzy Minkowski CWKS Warszawa                                      | 55,5         | Kazimierz Janiak Gwardia Warszawa                                 | 55,8         |
| Bieg na 3000 m z przeszkodami | Jerzy Chromik Górnik Mysłowice                                                  | 8:56,0 NR    | Stanisław Chomiczewski CWKS Warszawa                               | 9:14,6 SB    | Wacław Ziółkowski CWKS Bydgoszcz                                  | 9:14,8 SB    |
| Sztafeta 4 × 100 m            | CWKS Nikodem Goździalski Edward Szmidt Janusz Jarzembowski Alfons Maluidy       | 41,9         | AZS Jerzy Solarski Cyryl Adamski Wiesław Holajn Zdobysław Stawczyk | 42,2         | CRZZ Janusz Ludka Mirosław Ślusarek Andrzej Wójtowicz Emil Kiszka | 42,8         |
| Sztafeta 4 × 400 m            | CRZZ Edward Brabański Stanisław Swatowski Wiesław Werbliński Zbigniew Makomaski | 3:17,2       | Gwardia Leszek Sierek Zbigniew Królczyk Zygmunt Buhl Lech Silski   | 3:18,2       | CWKS Ryszard Kundzik Wiesław Siwek Gerard Mach Ryszard Laskowski  | 3:18,4       |
| Chód na 10 km                 | Jerzy Hausleber AZS Gdańsk                                                      | 48:29,6 SB   | Bogusław Nowacki Zryw Stalinogród                                  | 49:36,0 SB   | Władysław Bossak AZS Warszawa                                     | 49:44,0 SB   |
| Chód na 30 km                 | Edmund Kaczmarek CWKS Warszawa                                                  | 2:47:08,8    | Franciszek Szyszka AZS Gdańsk                                      | 2:54:26,6    | Zygmunt Matusiak CWKS Warszawa                                    | 2:55:28,0    |
| Skok wzwyż                    | Zbigniew Lewandowski Budowlani Wrocław                                          | 1,94         | Kazimierz Fabrykowski AZS Gliwice                                  | 1,90         | Roman Potocki Kolejarz Kraków                                     | 1,85 =SB     |
| Skok o tyczce                 | Edward Adamczyk Gwardia Wrocław                                                 | 4,20         | Zenon Ważny AZS Warszawa                                           | 4,10         | Zbigniew Janiszewski Kolejarz Kraków                              | 4,10         |
| Skok w dal                    | Janusz Ratajczak Kolejarz Piotrowice                                            | 7,36 SB      | Zbigniew Iwański CWKS Warszawa                                     | 7,32         | Kazimierz Kropidłowski Spójnia Gdańsk                             | 7,23         |
| Trójskok                      | Zygfryd Weinberg CWKS Warszawa                                                  | 15,29        | Jerzy Gizelewski CWKS Warszawa                                     | 15,02 SB     | Stanisław Chmielewski Kolejarz Warszawa                           | 14,53        |
| Pchnięcie kulą                | Tadeusz Krzyżanowski Spójnia Gdańsk                                             | 15,02        | Mieczysław Łomowski Gwardia Gdańsk                                 | 14,76        | Józef Auksztulewicz CWKS Bydgoszcz                                | 14,73        |
| Rzut dyskiem                  | Tadeusz Andrzejczyk OWKS Wrocław                                                | 47,11        | Edmund Piątkowski Włókniarz Łódź                                   | 46,75        | Mieczysław Łomowski Gwardia Gdańsk                                | 45,57 SB     |
| Rzut młotem                   | Alfons Niklas CWKS Bydgoszcz                                                    | 55,17        | Tadeusz Rut Kolejarz Wrocław                                       | 55,09        | Bogdan Masłowski Budowlani Bydgoszcz                              | 52,38        |
| Rzut oszczepem                | Janusz Sidło Spójnia Gdańsk                                                     | 72,05        | Zbigniew Radziwonowicz Ogniwo Warszawa                             | 67,48        | Jan Kopyto Unia Zielona Góra                                      | 64,47        |
| Dziesięciobój                 | Artur Będkowski Włókniarz Sosnowiec                                             | 5417 pkt. SB | Janusz Kowalski CWKS Warszawa                                      | 5214 pkt. SB | Wojciech Warchałowski Kolejarz Kraków                             | 5040 pkt. SB |

### Kobiety
| Konkurencja:              | 1. miejsce                                                    | Rezultat  | 2. miejsce                                                     | Rezultat     | 3. miejsce                                                                | Rezultat  |
| Bieg na 100 m             | Barbara Lerczak AZS Poznań                                    | 12,3      | Maria Kusion AZS Kraków                                        | 12,4         | Maria Ilwicka Kolejarz Piotrowice                                         | 12,4      |
| Bieg na 200 m             | Barbara Lerczak AZS Poznań                                    | 25,1      | Elżbieta Bocian Budowlani Gdańsk                               | 25,5         | Genowefa Minicka Budowlani Opole                                          | 25,9      |
| Bieg na 400 m             | Michalina Wawrzynek Stal Stalinogród                          | 58,5      | Halina Grodecka Gwardia Kraków                                 | 58,6 SB      | Bożena Pestka Spójnia Gdańsk                                              | 59,0      |
| Bieg na 800 m             | Bożena Pestka Spójnia Gdańsk                                  | 2:13,0    | Halina Gabor Włókniarz Otmęt                                   | 2:15,0 SB    | Irena Zarzycka Ogniwo Warszawa                                            | 2:15,0 SB |
| Bieg na 80 m przez płotki | Elżbieta Bocian Budowlani Gdańsk                              | 11,7      | Elżbieta Duńska Spójnia Gdańsk                                 | 11,8         | Janina Słowińska OWKS Bydgoszcz                                           | 11,9 =SB  |
| Sztafeta 4 × 100 m        | CRZZ Halina Richter Elżbieta Bocian Maria Arndt Maria Ilwicka | 47,8      | AZS Irena Daszkiewicz Maria Kusion Maria Nogaj Barbara Lerczak | 48,8         | Gwardia Wanda Staniewska Irena Laskowska Krystyna Wróblewska Maria Dukiel | 49,4      |
| Skok wzwyż                | Róża Toman Budowlani Chorzów                                  | 1,51      | Maria Arndt Spójnia Warszawa                                   | 1,48         | Jadwiga Białkowska AZS Poznań                                             | 1,48      |
| Skok w dal                | Elżbieta Duńska Spójnia Gdańsk                                | 5,95      | Maria Ilwicka Kolejarz Piotrowice                              | 5,77         | Krystyna Aleksanderek Stal Radom                                          | 5,67      |
| Pchnięcie kulą            | Jadwiga Klimaj Kolejarz Kraków                                | 12,77     | Maria Ciach Włókniarz Tomaszów                                 | 12,55        | Urszula Figwer AZS Kraków                                                 | 12,28     |
| Rzut dyskiem              | Helena Kozłowska AZS Warszawa                                 | 41,75     | Felicja Królikowska Kolejarz Skierniewice                      | 41,41        | Kazimiera Sobocińska CWKS Warszawa                                        | 40,19 SB  |
| Rzut oszczepem            | Jadwiga Majka CWKS Warszawa                                   | 40,42     | Kazimiera Piec CWKS Warszawa                                   | 38,58        | Anna Wojtaszek Budowlani Opole                                            | 38,38     |
| Pięciobój                 | Maria Ilwicka Kolejarz Piotrowice                             | 3434 pkt. | Maria Arndt Spójnia Warszawa                                   | 3150 pkt. SB | Barbara Gaweł Stal Poznań                                                 | 3102 pkt. |

## Biegi przełajowe
26. mistrzostwa Polski w biegach przełajowych rozegrano 11 kwietnia w Olsztynie Kobiety rywalizowały na dystansie 1 kilometra, a mężczyźni na 3 km i na 8 km.

### Mężczyźni
| Konkurencja:           | 1. miejsce                          | Rezultat | 2. miejsce                   | Rezultat | 3. miejsce                         | Rezultat |
| Bieg przełajowy (3 km) | Zdzisław Krzyszkowiak CWKS Warszawa | 11:06,2  | Alojzy Graj CWKS Bydgoszcz   | 11:24,6  | Władysław Płonka Włókniarz Bielawa | 11:26,4  |
| Bieg przełajowy (8 km) | Jerzy Chromik Górnik Mysłowice      | 26:13,2  | Stanisław Ożóg CWKS Warszawa | 26:23,4  | Jan Szwargot OWKS Kraków           | 26:35,5  |

### Kobiety
| Konkurencja:           | 1. miejsce                   | Rezultat | 2. miejsce                   | Rezultat | 3. miejsce               | Rezultat |
| Bieg przełajowy (1 km) | Halina Gabor Włókniarz Otmęt | 3:35,6   | Bożena Pestka Spójnia Gdańsk | 3:35,6   | Joanna Nowak OWKS Lublin | 3:39,9   |

## Bieg godzinny, pięciobój mężczyzn i trójbój kobiet
Mistrzostwa Polski w biegu godzinnym mężczyzn, trójboju kobiet i pięcioboju mężczyzn rozegrano 13 czerwca w Rzeszowie.

### Mężczyźni
| Konkurencja:  | 1. miejsce                    | Rezultat       | 2. miejsce                          | Rezultat       | 3. miejsce                         | Rezultat       |
| Bieg godzinny | Jan Szwargot CWKS Kraków      | 18 133,51 m NR | Mieczysław Szewczyk Włókniarz Łódź  | 17 772,70 m SB | Józef Russek Kolejarz Ostrów Wlkp. | 17 258,56 m SB |
| Pięciobój     | Zdobysław Stawczyk AZS Poznań | 3710 pkt. SB   | Artur Będkowski Włókniarz Sosnowiec | 3304 pkt. SB   | Edward Bugała Kolejarz Wrocław     | 3087 pkt.      |

### Kobiety
| Konkurencja: | 1. miejsce                       | Rezultat     | 2. miejsce                   | Rezultat     | 3. miejsce                        | Rezultat  |
| Trójbój      | Genowefa Minicka Budowlani Opole | 1710 pkt. SB | Maria Arndt Spójnia Warszawa | 1651 pkt. SB | Maria Ilwicka Kolejarz Piotrowice | 1623 pkt. |